# Christa Stubnick
Christa Stubnick   (Gardelegen, 12 de desembre de 1933 - Borken, 13 de maig de 2021) fou una atleta alemanya, especialista en curses de velocitat, que va competir sota bandera de la República Democràtica Alemanya durant la dècada de 1950.
El 1956 va prendre part en els Jocs Olímpics d'Estiu de Melbourne, on disputà tres proves del programa d'atletisme. Guanyà la medalla de plata en les curses dels 100 i 200 metres, en ambdues ocasions rere l'australiana Betty Cuthbert, mentre en els 4x100 metres fou sisena.
En el seu palmarès també destaquen una medalla de bronze al Campionat d'Europa d'atletisme de 1958 i dues medalles d'or a l'Universíada de 1954. Guanyà els títols nacionals de la RDA dels 100 metres de 1953 i 1954, dels 200 metres de 1953, 1954 i 1958, del 4x100 metres de 1956 a 1958 i del salt de llargada de 1954 i 1956. Durant la seva carrera va millorar 11 rècords del món.

## Millors marques
- 100 metres. 11.5" (1956)
- 200 metres. 23.5" (1956)
- 400 metres. 54.7" (1960)
- salt de llargada. 6.03 metres (1957)[1][4]